# Sclaters muspapegaai
De Sclaters muspapegaai  of Sclaters dwergpapegaai (Forpus modestus) is een vogel uit de familie Psittacidae (papegaaien van Afrika en de Nieuwe Wereld). Deze vogel is genoemd naar de Engelse ornitholoog William Lutley Sclater.

## Verspreiding en leefgebied
Deze soort komt voor in het Amazonebekken en telt twee ondersoorten:
- F. m. modestus: oostelijk Colombia en zuidelijk Venezuela via de Guiana's en noordelijk Brazilië.
- F. m. sclateri: van zuidoostelijk Colombia tot noordelijk Bolivia en zuidelijk Brazilië.

## Status
De grootte van de populatie is niet gekwantificeerd maar de soort wordt omschreven als vrij algemeen. Op de Rode lijst van de IUCN heeft deze soort de status niet bedreigd.